# ビズシリーズ
『ビズシリーズ』は、コクヨから発売されたビジネスを題材にしたコンピュータゲームのシリーズ。創業100周年（2005年）記念新規事業のひとつ「ひらめき支援事業」としてスタートした。

## ビズ体験シリーズ 起業道
脱サラした主人公・小田桐伸吾による起業プロセスを楽しむアドベンチャーゲーム。2006年3月9日にPlayStation Portable用ソフトとして発売された。2007年7月26日には飲食業界に絞ったニンテンドーDS用ソフト『ビズ体験DSシリーズ 起業道-飲食』が発売された。

## ビズ能力DSシリーズ 魅力改革
2007年7月12日に発売されたニンテンドーDS用ソフト。心の知能指数（EQ）の診断・トレーニングのほか、診断によって得たプロフィールデータを利用したアドベンチャーゲームをプレイできる。

## ビズ能力DSシリーズ 話心の素
構成力やタイミングなど会話のトレーニングを行うニンテンドーDS用ソフト。2007年9月13日に発売予定であったが、開発に携わった社員の不祥事により販売見合わせが決定、11月13日には正式に発売中止となった。商品は回収されたが、発売日当日の販売見合わせ決定であったため、一部は小売店で販売された。